# Hebanthe eriantha
El ginseng de Brasil (Hebanthe eriantha) es una enredadera del suelo de la familia Amaranthaceae, en Sudamérica. La raíz es usada tradicionalmente como medicina tonificante.  Bautizada "para todo", es una medicina herbal considerada con cualidades adaptogénicas que sirven para normalizar y mejorar los sistemas corporales, incrementando la resistencia a estrés y amplificando el buen funcionamiento.

## Farmacología y modo de acción
Se cree que mejora el balance hormonal, reduce inflamaciones, inhibe cáncer (células de leucemia), mejora inmunidad, sube libido, y efectos normalizantes y de rejuvenecimiento.  Una de las razones de sus miríadas de efectos puede ser su habilidad de incrementar la oxigenación y eficiencia energética celular.  Contiene germanio, betaecdisterona, alantoína, un grupo de saponinas pfaffósidos.[cita requerida]

## Historia
La especie aparece en el famoso manuscrito de 1552 de medicina precolombina: Libellus de Medicinalibus Indorum Herbis.
La hierba de los Mayas (Iresine celosia): Durante los años 1960s hasta 1986, Efraín Contreras (1898-1986), un naturópata bien conocido, descubre sus propiedades antitumorales. Entre las décadas de los 1970s y los 1980s, obtiene la aprobación gubernamental de administrarla como un líquido de extracto de hierba seca a pacientes hospitalarios en el "Hospital El Retiro" y en el "Hospital Bertha Calderón", Managua, Nicaragua.  La evaluación de la "Comisión Científica del Ministerio de Salud de Nicaragua" (1983) concluye que: “ el extracto herbal Codin VII (Iresine celosia) dado a pacientes con tumores en el aparato digestivo - antes de la cirugía, y después, postcirugía. Estos pacientes tenían varios carcinomas de estómago y ganglios regionales. Las dosis postcirugía invariablemente redujeron el tamaño tumoral y otros casos tratados. Durante la cirugía de los carcinomas en glándula mamaria y metástasis in situ y a distancia, estas metastasis in situ desaparecieron dentro de los 12-15 días de tratamiento, y aquellos a distancia se redujeron. En todos los casos donde Codin VII se empleó, la mejoría fue distintívamente obvia. Mejoró el estado general, hemorragias, descargas vaginales y dolor desaparecieron. Sin toxicidad ni efectos colaterales se observaron”.  En la década de 1990, la Iresine celosia se dio a pacientes sufriendo de problemas prostáticos; en impotencia sexual con resultados promisorios. Importantes estudios se han llevado a cabo por Pierre Crabbé, P.R. Leeming y Carl Djerassi como una contribución del Departamento de química de la Universidad Wayne State, EE. UU. (estructura de la isoflavona Tlatlancuayin). 

Iresine celosia se introdujo en Europa en 1994. La Sra. Edda Contreras, hija de Efraín Contreras, colaborando en el primer tiempo con el "Instituto Europeo de Fitoterapia Tropical. De 1994-1998, Iresine celosia se presenta en "De Natura Rerum Forum"  en Cannes, Sophia Antipolis, Biarritz, Lyon y París (Francia). Los registros tradicionales muestran que Iresine celosia se usó en patologías de tumores como próstata, glándulas mamarias, ovarios, cerebro, intestino, etc. La Iresine celosia es también usado para activar la libido, en patologías psiquiátricas y en depresiones del sistema inmune.

## Principios activos
- Iresine celosia conocida como hierba de los mayas tiene 2.50% de esteroides glucídicos naturales. No debe confundirse con ninguna otra hierba de Sudamérica. Hebanthe eriantha no ha sido nunca mencionada como otra especie relacionada con Iresine celosia. Edda Contreras ha luchado durante décadas el plagio de otros sobre el descubrimiento de su padre Efraín Contreras.[cita requerida]

## Mecanismo de acción
Los estudios clínicos en Nicaragua muestran que únicamente la hierba de los mayas Iresine celosia afecta la permeabilidad de las células patológicas y cambia el potencial bioeléctrico de la membrana cancerosa (Dindail et al). 

## Taxonomía
Hebanthe eriantha que no es sinónima de Iresine celosia fue descrita por (Poir.) Pedersen y publicado en Bonplandia (Corrientes) 10(1–4): 101. 2000.
Sinonimia
- Celosía eriantha Vahl ex Moq.
- Gomphrena eriantha (Poir.) Moq.
- Gomphrena paniculata (Mart.) Moq.
- Gomphrena paniculata var. glabrata Seub.
- Gomphrena paniculata f. ovatifolia Heimerl
- Gomphrena paniculata var. pilosiuscula Moq.
- Hebanthe eriantha f. ovatifolia (Heimerl) Pedersen
- Hebanthe paniculata Mart.
- Iresine erianthos Poir.
- Iresine paniculata (Mart.) Spreng.
- Iresine tenuis Suess.
- Iresine tenuis var. discolor Suess.
- Pfaffia eriantha (Poir.) Kuntze
- Pfaffia laurifolia Chodat
- Pfaffia paniculata (Mart.) Kuntze
- Pfaffia paniculata var. bidentata O.Stützer
- Pfaffia paniculata f. bidentata O. Stützer
- Pfaffia paniculata var. coronata O.Stützer
- Pfaffia paniculata f. coronata O. Stützer
- Pfaffia paniculata f. lanceolata R.E.Fr.
- Pfaffia paniculata var. ovatifolia (Heimerl) R.E.Fr.
- Pfaffia paniculata f. ovatifolia (Heimerl) R.E. Fr.
- Pfaffia paraguayensis Chodat
- Pfaffia reticulata var. strigulosa Suess.
- Xeraea paniculata (Mart.) Kuntze[3]